# ريتش هاند
ريتش هاند (بالإنجليزية: Rich Hand)‏ هو لاعب كرة قاعدة أمريكي، ولد في 10 يوليو 1948 في بالفيو في الولايات المتحدة.

## وصلات خارجية
- ريتش هاند على موقعبيزبول رفرنس.كوم (الدوري الرئيسي) (الإنجليزية)
- ريتش هاند على موقع مشجعي الرسوم البيانية (الإنجليزية)